# Оздоев, Бекхан Абдрахманович
Оздоев Бекхан Абдрахманович (род. 15 мая 1993, Орджоникидзевская, Ингушетия) — российский борец греко-римского стиля ингушского происхождения, серебряный призёр чемпионата Европы (2018), чемпион и призёр чемпионатов России, мастер спорта России международного класса. Член сборной команды страны с 2014 года.  На данном момент является тренером сборной России среди кадетов (до 17 лет).

## Спортивные результаты
- Чемпионат Европы по борьбе среди кадетов 2010 — ;
- Чемпионат мира среди юниоров 2013 года — ;
- Чемпионат России по греко-римской борьбе 2014 года — ;
- Гран-при Ивана Поддубного 2014 года — ;
- Чемпионат России по греко-римской борьбе 2015 года — ;
- Гран-при Ивана Поддубного 2016 года — ;
- Чемпионат России по греко-римской борьбе 2018 года — ;
- Гран-при Ивана Поддубного 2018 года — ;
- Международный турнир «Мемориал Палусалу-2018» — ;
- Чемпионат России по греко-римской борьбе 2019 года — ;
- Чемпионат России по греко-римской борьбе 2021 года — ;